# Księżniczka z Alfa Sydney
Księżniczka z Alfa Sydney (ang. Project A-Ko) – japoński film anime wyprodukowany w 1986 roku przez APPP – Studio Fantasia w reżyserii Katsuhiko Nishijima. W Polsce nadawany był w PTV Rondo z angielskim dubbingiem i polskim lektorem.

## Fabuła
Film anime opisuje przygody trzech nastolatek – A-ko, B-ko i C-ko, które walczą nie tylko ze sobą, ale z najeźdźcami z kosmosu.

## Obsada
- Miki Ito – A-ko Magami
- Emi Shinohara – B-ko Daitokuji
- Michie Tokizawa – C-ko Kotobuki
- Megumi Hayashibara – Ume
- Sayuri Ikemoto – Mari
- Yoshino Takemori – Ine
- Shuuichi Ikeda – Kapitan Napolipolita

## Analiza
Film w wersji polskiej został opisany jako "absurdalnie spolonizowany".